# Petr Bílek (novinář)
Petr Bílek (* 5. března 1950 Vyškov) je český novinář, publicista a literární kritik.

## Život
Absolvoval Fakultu žurnalistiky UK (1973) a později získal doktorát na katedře dějin umění FF UK (1981). V letech 1973–1987 pracoval jako redaktor v nakladatelství Československý spisovatel.  Od roku 1987 byl zástupcem šéfredaktora literárního týdeníku Kmen. V 70. a 80. letech psal řadu literárních recenzí, zejména o současné české próze. Vycházely zejména v periodikách Literární měsíčník, Práce, Mladá fronta a Tvorba. Několik z nich vyšlo též v knižním souboru Sondy. K problematice mladé literatury sedmdesátých let (spoluautoři Vladimír Kolár a Jan Adam). Napsal též předmluvy k řadě prozaických knih (Zdeňka Zapletala, Zeno Dostála, Ivy Hercíková aj.). Se Zapletalem roku 1988 vydal i knižní dialog Stůl pro dva. Podílel se i na několika příručkách slovníkového typu (Slovníček básníků; 175 autorů. Čeští prozaici, básníci a literární kritici publikující v 70. letech v nakladatelství Československý spisovatel). Od dubna 1990 pracoval v kulturní redakci Lidových novin. V roce 1991 se stal zástupcem šéfredaktora Týdeníku Televize. V letech 1991-1993 byl redaktorem v nakladatelství Favia International. Od roku 1993 pracoval v týdeníku Reflex, v letech 1995–2008 byl jeho šéfredaktorem. Pod jeho vedením se Reflex opakovaně stal společenským časopisem roku. Roku 2010 se stal šéfredaktorem Literárních novin. V roce 2015 vydal soubor svých fejetonů nazvaný Osmé dny.